# سلما هایک
سلما هایک پینو (به اسپانیایی: Salma Hayek Pinault)  (زاده ۲ سپتامبر ۱۹۶۶) بازیگر، مدل و تهیه‌کننده مکزیکی-آمریکایی است. او فعالیت هنری‌اش را از مکزیک و با بازی در در مجموعه‌ای از  تله‌نوولا به نام ترسا آغاز کرد؛ و بعد از آن با بازی در فیلم کوچه میداک اولین تجربه سینمایی‌اش را پشت سر گذاشت و برای آن نامزد جایزه آریل شد. در سال ۱۹۹۱ به هالیوود نقل مکان کرد و با بازی‌های درخشانی که در فیلم‌های دسپرادو (۱۹۹۵)، از گرگ‌ومیش تا سحر (۱۹۹۶)، جزم‌اندیشی (۱۹۹۹)، و غرب وحشی وحشی (۱۹۹۹) داشت به شهرت رسید.
او در سال ۲۰۰۲ با بازی در فریدا در نقش نقاش شهیر مکزیکی، فریدا کالو توانست در جشنواره‌های زیادی نامزد دریافت جایزه شود. جشنواره‌هایی چون؛ اسکار، بفتا، جایزه انجمن بازیگران فیلم و جایزه گلدن گلوب. این فیلم توجه منتقدان را به خود جلب کرد و یک موفقیت مهم تجاری بود. هایک با بازی در این فیلم برنده دی‌تایم جایزه امی شد. او همچنین برای معجزه مانودلا جایزه امی را دریافت کرد و برنده جایزه امی ساعات پربیننده بازیگر زن مهمان در مجموعه تلویزیونی کمدی شد. در سال ۲۰۰۷ بعد از دعوت به ای.بی. سی مجموعه درام-کمدی بتی بی‌ریخته را بازی کرد. پس از آن به ان‌بی‌سی دعوت شد و سریال کمدی ۳۰ راک را از سال ۲۰۰۹ تا ۲۰۱۳ بازی کرد.
از فیلم‌های اخیر او می‌توان به بزرگ‌شده‌ها (۲۰۱۰)، گربه چکمه‌پوش (۲۰۱۱)، بزرگ‌شده‌ها ۲ (۲۰۱۳)، قصه قصه‌ها (۲۰۱۵)، محافظ مزدور (۲۰۱۷) و سعادت (۲۰۲۱) اشاره کرد.

## زندگی
هایک با نام سلما هایک خیمنز در کواتزاکوالکوس، وراکروز، مکزیک متولد شد. او یک برادر کوچکتر به نام سامی دارد (زاده ۱۹۷۲)، که طراح دکوراسیون داخلی است. مادرش دیانا خمینز مدینا خواننده مشهور اپراست. پدر لبنانی‌تبارش سامی هایک، مدیر یک شرکت نفتی است. او یک بار شهردار کواتزاکوالکوس شده‌است. تبار خانواده پدری او به شهر بعبدات، لبنان می‌رسد. هایک در سال ۲۰۱۵ برای نمایش فیلم پیامبر به این شهر سفر کرد. مادر سلما مکزیکی اسپانیایی‌تبار است و اجدادش از اسپانیا به مکزیک مهاجرت کردند. نام کوچکش، سلما، عربی است و به معنای «صلح» یا «آرامش» است. او از خانواده‌ای سرشناس و ثروتمند کاتولیک است. دوازده ساله که بود، خانواده‌اش او را به مدرسه قلب مقدس در گرند کوتاو، لوئیزیانا آمریکا فرستادند. در نوجوانی تشخیص دادند که او دچار خوانش‌پریشی است. او برای تحصیل در مکزیکو سیتی به دانشگاه آمریکایی ایبرو رفت و در رشته مطالعات بین‌المللی تحصیل کرد.

## زندگی حرفه‌ای

### مکزیک

هایک در سال ۱۹۹۸

نخستین نقش‌آفرینی سلما هایک در سریال تلویزیونی پگاه نو بود. او سپس در ۲۳ سالگی نقش تِـرِسا را تله‌نوولای مکزیکی تِـرِسا بازی کرد که بعدها تبدیل به یکی از پرطرفدارترین مجموعه‌ها شد. در سال ۱۹۹۴ با بازی در فیلم کوچه میداک اولین تجربه سینمایی‌اش را پشت سر گذاشت و برای آن نامزد جایزه آریل شد.

### شروع کار در هالیوود
هایک در سال ۱۹۹۱ به هالیوود نقل مکان کرد و زیر نظر استلا ادلر به آموزش بازیگری پرداخت. او مشکلاتی برای آموزش انگلیسی داشت زیرا به خوانش‌پریشی دچار بود. رابرت رودریگز و تهیه‌کننده‌اش که بعدها با رودریگز ازدواج کرد، الیزابت آوه‌یان، هایک را برای بازی در مقابل آنتونیو باندراس در دسپرادو انتخاب کردند. به دنبال بازی در دسپرادو نقش ملکه خون‌آشام را در از گرگ‌ومیش تا سحر بازی کرد و خود را به صدر جدول رساند.
هایک با ایفای نقش مقابل متیو پری در سال ۱۹۹۷ کمدی-رمانتیک هجوم احمق‌ها نقش آفرینی کرد. در سال ۱۹۹۹ به همراه ویل اسمیت در پروژه عظیم غرب وحشی وحشی بازی کرد و نقش مکمل کوین اسمیت را در جزم‌اندیشی بازی کرد. در سال ۲۰۰۰ که هنوز هم هایک بازیگر سرشناسی نبود در مقابل بنیسیو دل تورو در قاچاق بازی کرد. در سال ۲۰۰۳ و بعد از بازی در دسپرادو در روزی روزگاری در مکزیک ظاهر شد تا نقش مهمی در سه‌گانه مکزیک داشته باشد.

### کارگردان، تهیه‌کننده و بازیگر

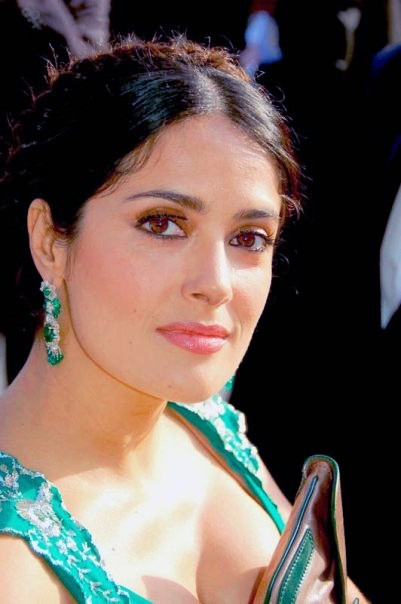
هایک در جشنواره فیلم کن ۲۰۰۸

در حدود سال ۲۰۰۰، هایک، شرکت فیلم‌سازی ونتاناروزا را تأسیس کرد و از طریق آن به ساخت فیلم پرداخت. اولین فیلم تولید شده در این شرکت با نام کسی به سرهنگ نامه نمی‌نویسد در آن سال نماینده سینمای مکزیک در اسکار شد.
فریدا، در سال ۲۰۰۰ با همکاری و تهیه‌کنندگی هایک تولید شد. هایک خود در نقش فریدا کالو ظاهر شد و آلفرد مولینا نقش همسرش، دیه‌گو ریورا را بازی کرد. این فیلم را جولی تایمور کارگردانی کرد و ستارگانی چون والریا گولینو، اشلی جاد، ادوارد نورتون، جفری راش و آنتونیو باندراس در آن نقش آفرینی کردند. او برای بازی در این فیلم نامزد جایزه بهترین بازیگر زن را از آکادمی اسکار گرفت.
در زمانه پروانه‌ها که در سال ۲۰۰۱ ساخته شد بر اساس رمانی با همین نام اثر خولیا آلوارز بود. در این فیلم سلما هایک در نقش یکی از خواهران میرابال و ادوارد جیمز آلموس در نقش رئیس‌جمهور دومینیکن رافائل لئونیداس تروخیو بازی کرد.
در سال ۲۰۰۳ «معجزه مانودلا» را برای شبکه شوتایم تهیه و کارگردانی کرد. این فیلم براساس کتابی تحت همین عنوان ساخته شد. دی‌تایم جایزه امی را برای همین فیلم دریافت کرد. در دسامبر ۲۰۰۵، موزیک ویدیوی قلبت را دوست دارم را برای پرینس ساخت.
هایک تهیه‌کنندگی بتی بی‌ریخته را به عهده داشت، سریالی که از سال ۲۰۰۶ تا ۲۰۱۰ در همه جهان پخش شد. هایک که این سری را به همراه بن سیلورمن ساخته بود. بعدها حقوق‌اش به تلویزیونی کلمبیایی واگذار شد و سریالی تحت عنوان من بتی‌ام یه دختر زشت ساخته شد. در سال ۲۰۰۱، برای یک کمدی موقعیت انتخاب شد. در سال ۲۰۰۷ بعد از دعوت به ای.بی. سی مجموعه درام-کمدی بتی بی‌ریخته را بازی کرد و برنده جایزه گلدن گلوب برای بهترین برنامه کمدی شد. او همچنین برنده جایزه امی ساعات پربیننده بازیگر زن مهمان در مجموعه تلویزیونی کمدی شد
در سال ۲۰۰۷، هایک قراردادش را با مترو گلدوین مایر نهایی کرد و شرکتش مدیریت اجرایی بخش لاتین را به عهده گرفت. ماه بعد او قراردادی دوساله را با ای‌بی‌سی امضا کرد تا شرکتش توسعه شبکه کابلی را به عهده گیرد.
او نقش کاراکتر همسر آدام سندلر را در کمدی بزرگ‌شده‌ها به همرا بازیگرانی چون کریس راک و کوین جیمز بازی کرد. او به همراه آنتونیو باندراس در شرک و گربه چکمه‌پوش به عنوان صدای شخصیت زن داستان کیتی، صداپیشه بود. در سال ۲۰۱۲، برای جیدا پینکت اسمیت ویدیو کلیپ «غیرقابل قیاس» را کارگردانی کرد. در ژوئیه ۲۰۱۳ به بزرگ‌شده‌ها ۲ دعوت شد و نقش آفرینی کرد.

### خوانندگی
هایک به عنوان نوازنده و هم‌خوان در چند موزیک نیز حضور داشته‌است.
1. اولین‌بار در دسپرادو آهنگ اینجا بمان.
2. در فریدا آهنگ موسیقی فولکلور مکزیکی را همراه با گروه لوس وگا.
3. آهنگ عشقم را حس کن روی تیتراژ نهایی روزی روزگاری مکزیک.[۳۷]
4. هایک به همراه بازیگر نقش اول جو اندرسون آهنگی از بیتلز را بازخوانی کردند. موزیکی با نام «خوشبختی یه اسلحه گرم است» تا در از این‌سو تا آن‌سوی دنیابه عنوان موسیقی متن استفاده شود.[۳۸]

### آگهی بازرگانی

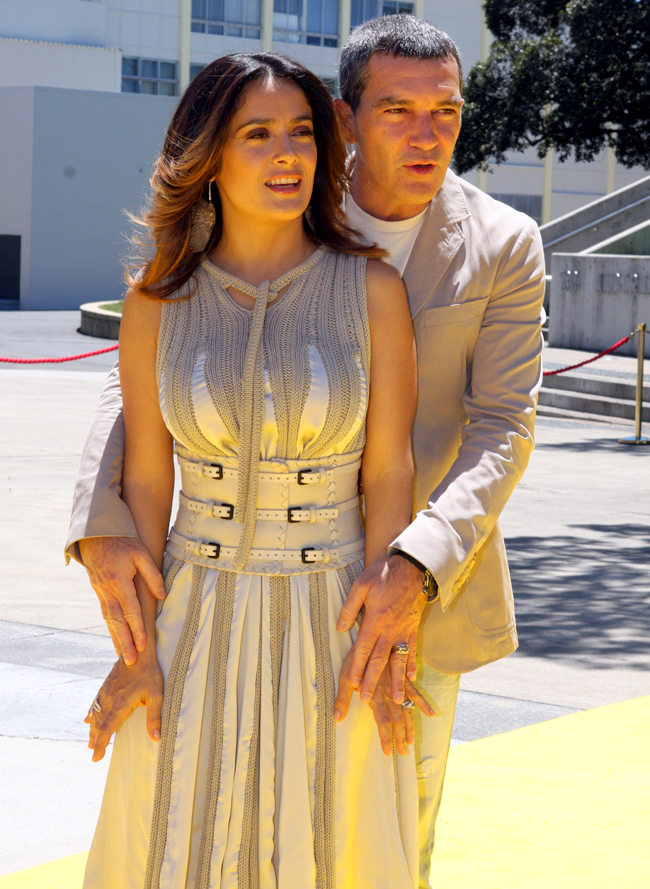
هایک و باندراس در افتتاحیه گربه چکمه‌پوش در استرالیا، نوامبر ۲۰۱۱

در فوریه ۲۰۰۴، هایک سخنران اوان پروداکتس بود. مجری تبلیغات رولون در سال ۱۹۹۸ بود و در سال ۲۰۰۱، به عنوان مدل در تبلیغات شوپارد حضور داشت و در سال ۲۰۰۶، در تبلیغات گروه کامپاری که توسط عکاس مشهور ماریو تستینگ عکاسی می‌شد مدل بود. در آوریل ۲۰۰۳ به همکاری با دونا پرداخت تا ساعت مچی کختیه با الهام از بازیگر مکزیکی ماریا فلیکس تبلیغ کند.
هایک همچنین سابقه همکاری با پروکتر اند گمبل و یونیسف را دارد و با تبلیغ فروش پوشک بچه برای کمک به بهبود بیماری کمک می‌کرد.

### در هنر
در بهار ۲۰۰۶، مرکز هنرهای معاصر سن آنتونیو ۱۶ اثر نقاشی دیواری را به نمایش درآورد که توسط جرج یپ و رابرت رودریگز از هایک، و با تم آزتک‌ها طراحی شده بود را به نمایش درآورد.

## زندگی خصوصی

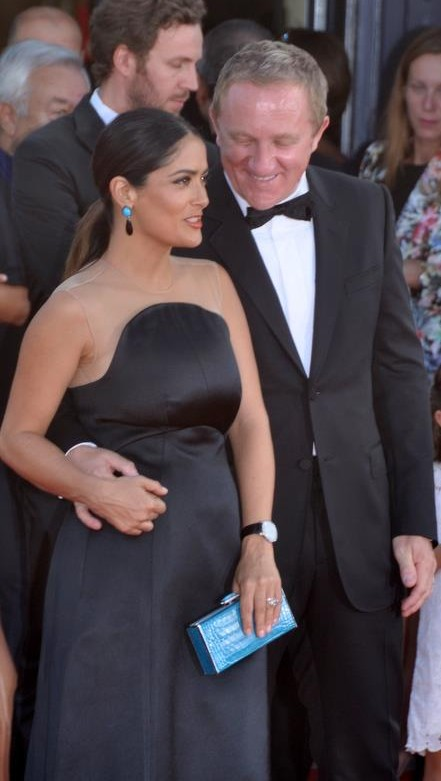
سلما هایک

هایک تابعیت آمریکا را دارد. و متخصص یوگاست. هایک که در خانواده‌ای کاتولیک بزرگ شده‌است به کلیسا اعتقادی ندارد اما همچنان مسیح را پیامبر خدا می‌داند و به او اعتقاد دارد.
در ۹ مارس ۲۰۰۷، هایک نامزدی‌اش را با فرانسوی میلیاردری به نام فرانسوا-هانری پینو تأیید کرد. او مدیرعامل شرکت کرینگ است. او دخترش والنتینا پالوما پینو را در سپتامبر ۲۰۰۷ در سدارس کالیفرنیا به دنیا آورد. در روز ولنتاین سال ۲۰۰۹ در پاریس با نامزدش ازدواج کرد.
۲۵ آوریل ۲۰۰۹، دومین جشن ازدواجش را در ونیز برپا کرد.

## جوایز و افتخارات
- ۲۰۰۱ جایزه زن سال مجله گلامور.[۵۱]

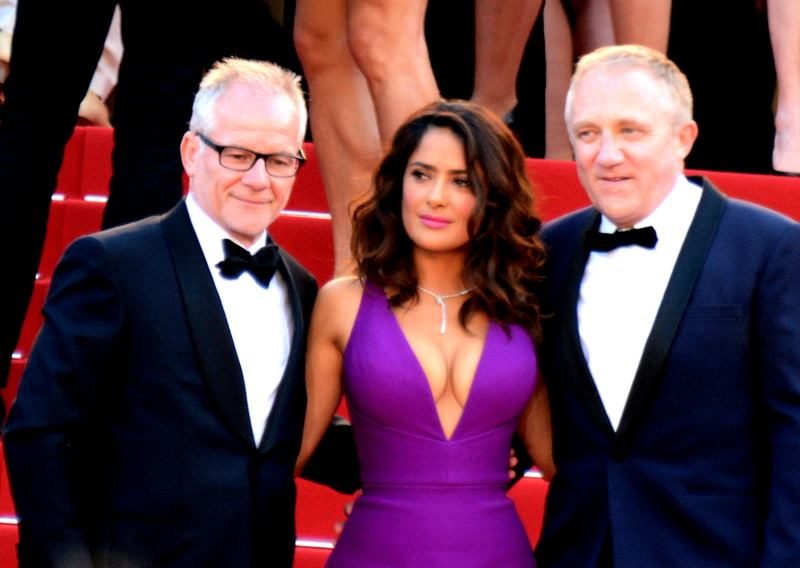
هایک در جشنواره فیلم کن ۲۰۱۵

- ۲۰۰۳ جایزه انجمن تهیه‌کنندگان آمریکا.
- ۲۰۰۶ جایزه هاوارد، بهترین بازیگر سال.[۵۲]
- ۲۰۰۵ ۲۵ چهره تأثیرگذار دنیا، مجله تایمز.[۵۳]
- ۲۰۱۱ دریافت نشان لژیون دونور از فرانسه.[۵۴]

## فیلم‌شناسی
| سال  | عنوان                          | نقش              | توضیحات |
| ---- | ------------------------------ | ---------------- | --- |
| ۱۹۹۳ | زندگی دیوانه من                | گاتا             | |
| ۱۹۹۴ | وسایل نقلیه جاده               | دونا             | |
| ۱۹۹۵ | کوچه میداک                     | آلما             | زبان فیلم اسپانیایی است نامزد – جایزه آریل برای بهترین بازیگر |
| ۱۹۹۵ | دسپرادو                        | کارولینا         | نامزد – جایزه ساترن برای بهترین بازیگر مکمل نامزد – جایزه سینمایی ام‌تی‌وی برای بهترین بوسه (به همراه آنتونیو باندراس) |
| ۱۹۹۵ | بازی منصفانه                   | ریتا             | |
| ۱۹۹۵ | چهار اتاق                      | دختر رقاص        | |
| ۱۹۹۶ | از گرگ‌ومیش تا سحر              | سانتانیکو        | |
| ۱۹۹۶ | دنبالم بیا خونه                | بتی              | |
| ۱۹۹۶ | گریخت                          | کورا             | |
| ۱۹۹۷ | هجوم احمق‌ها                    | ایزابل           | نامزد – جایزه آلما برای بهترین بازیگر مکمل |
| ۱۹۹۷ | جدا شدن                        | مونیکا           | |
| ۱۹۹۷ | سیستول دیستول                  | کارملیتا         | |
| ۱۹۹۸ | ۵۴                             | آنیتا            | نامزد – جایزه آلما برای بهترین بازیگر مکمل |
| ۱۹۹۸ | سرعت گری                       | ماری کارمن       | تهیه‌کننده |
| ۱۹۹۸ | کادر آموزشی                    | پرستار هارپر     | |
| ۱۹۹۹ | جزم‌اندیشی                      | سرندپیتی         | نامزد – جایزه تمشک طلایی |
| ۱۹۹۹ | کسی به سرهنگ نامه نمی‌نویسد     | جولیا            | تهیه‌کننده |
| ۱۹۹۹ | غرب وحشی وحشی                  | ریتا             | جایزه بلاکباستر نامزد – جایزه آلما نامزد – جایزه تمشک طلایی |
| ۲۰۰۰ | تایم کد                        | رز               | |
| ۲۰۰۰ | زندگی عالی                     | لولا             | |
| ۲۰۰۰ | زنجیره احمق‌ها                  | سرجان            | کارگردان ویدیو |
| ۲۰۰۰ | قاچاق                          | روزاریو          | در عنوان‌بندی نیامده |
| ۲۰۰۱ | هتل                            | چارلی            | |
| ۲۰۰۱ | در زمانه پروانه‌ها              | مینروا           | |
| ۲۰۰۲ | فریدا                          | فریدا کالو       | تهیه‌کننده جایزه دوربین طلا برای بهترین بازیگر بین‌المللی جایزه ایماژن برای بهترین بازیگر نامزد – جایزه اسکار بهترین بازیگر نقش اول زن نامزد – جایزه بفتای بهترین بازیگر نقش اول زن نامزد – جایزه گزینش منتقدان فیلم نامزد – جایزه انجمن منتقدان فیلم بوستون نامزد – جایزه انجمن منتقدان فیلم شیکاگو برای بهترین بازیگر نامزد – جایزه گلدن گلوب بهترین بازیگر زن فیلم درام نامزد – جایزه ستلایت برای بهترین بازیگر نامزد – جایزه انجمن بازیگران فیلم برای بهترین بازیگر نقش اول زن |
| ۲۰۰۳ | بچه‌های جاسوس ۳: بازی باخته     | فرانچسکا         | |
| ۲۰۰۳ | روزی روزگاری در مکزیک          | کارولینا         | |
| ۲۰۰۳ | روز وی                         | خودش             | |
| ۲۰۰۴ | پس از غروب                     | لولا             | |
| ۲۰۰۶ | از غبار بپرس                   | کاملیا           | |
| ۲۰۰۶ | باندیداس                       | سارا             | |
| ۲۰۰۶ | قلب‌های تنها                    | مارتا بلاک       | نامزد – جایزه جشنواره بین‌المللی فیلم سن‌سباستین برای بهترین بازیگر |
| ۲۰۰۷ | از این‌سو تا آن‌سوی دنیا         | پرستار           | |
| ۲۰۰۹ | سیرک عجایب: دستیار یک شبح      | خانم تروسکا      | |
| ۲۰۱۰ | بزرگ‌شده‌ها                      | رکسان            | |
| ۲۰۱۱ | گربه چکمه‌پوش                   | کیتی (صدا)       | نامزد – جوایز برگزیده نوجوانان |
| ۲۰۱۱ | آمریکانو                       | لولا             | نامزد – جایزه جشنواره بین‌المللی فیلم سن‌سباستین برای بهترین بازیگر |
| ۲۰۱۱ | برای شانس نگهش‌دار              | لویسا            | نامزد – جایزه گویای بهترین بازیگر نقش اول زن |
| ۲۰۱۲ | دزدان دریایی! گروهی از ناجورها | کاتلاس لیز (صدا) | |
| ۲۰۱۲ | وحشی‌ها                         | النا             | |
| ۲۰۱۲ | اینم از پول                    | بلا فلور         | |
| ۲۰۱۳ | بزرگ‌شده‌ها ۲                    | رکسان            | نامزد – جایزه تمشک طلایی |
| ۲۰۱۴ | ماپت‌ها: تحت تعقیب              | خودش             | |
| ۲۰۱۴ | پیامبر جبران خلیل جبران        | کامیلا (صداپیشه) | تهیه‌کننده |
| ۲۰۱۴ | اورلی                          | اورلی            | |
| ۲۰۱۴ | نوعی زیبایی                    | اولویا           | |
| ۲۰۱۵ | سپتامبرهای شیراز               | فرناز            | |
| ۲۰۱۵ | قصه قصه‌ها                      | ملکه             | |
| ۲۰۱۶ | سوسیس پارتی                    | ترسا تاکو (صدا)  | |
| ۲۰۱۷ | چگونه عاشقی لاتین‌تبار باشیم    | سارا             | |
| ۲۰۱۷ | محافظ مزدور                    | سونیا            | |
| ۲۰۱۹ | پروژه مرغ مگس‌خوار              | اوا              | |
| ۲۰۱۹ | والدین مست                     | نانسی            | |
| ۲۰۲۱ | اترنالز                        | اجاک             | |
| ۲۰۲۰ | راه‌های نرفته                   |                  | |
| ۲۰۲۱ | محافظ همسر هیتمن               | سونیا            | اکران شده |
| ۲۰۲۱ | سعادت (فیلم ۲۰۲۱)              | ایزابل           | |
| ۲۰۲۱ | خانه مد گوچی                   |                  | |
| ۲۰۲۲ | گربه چکمه‌پوش: آخرین آرزو       |                  | |

| سال     | عنوان             | نقش            | توضیحات                                                           |
| ------- | ----------------- | -------------- | ----------------------------------------------------------------- |
| ۱۹۸۸    | پگاه نو           | فابیولا        | تله‌نوولا به زبان اسپانیایی                                        |
| ۱۹۸۹    | تِـرِسا             | ترسا           | تله‌نوولا به زبان اسپانیایی                                        |
| ۱۹۹۲    | خیال باطل         | کارملا         |                                                                   |
| ۱۹۹۳    | شو سندباد         | گلوریا         |                                                                   |
| ۱۹۹۴    | وسایل نقلیه جاده  | دنا            |                                                                   |
| ۱۹۹۴    | پرواز عقاب        | جوانا          | تله‌نوولا به زبان اسپانیایی                                        |
| ۱۹۹۷    | گوژپشت            | اسمرالدا       | نامزد – جایزه آلما                                                |
| ۱۹۹۷    | مردم خوب          | ترزا           |                                                                   |
| ۱۹۹۹    | حرکت              | خودش           |                                                                   |
| ۲۰۰۱    | در زمانه پروانه‌ها | مینروا میرابال | تهیه‌کننده نامزد – جایزه آلما نامزد – جایزه انجمن منتقدان پخش فیلم |
| ۲۰۰۳    | معجزه مانودلا     |                |                                                                   |
| ۲۰۰۳    | پخش زنده شنبه شب  | مهمان          | ۱۵ مارس                                                           |
| ۲۰۰۶–۱۰ | بتی بی‌ریخته       | سوفیا          |                                                                   |
| ۲۰۰۹–۱۳ | ۳۰ راک            | الیسا          |                                                                   |

## رویدادها
- عضو هییت داوران جشنواره فیلم کن ۲۰۰۵[۵۷]
- مجری مراسم جایزه صلح نوبل در ۱۱ دسامبر ۲۰۰۵ به همراه جولیان مور در اسلو نروژ.[۵۸]